# جزر مضيق توريس
جزر مضيق توريس هي مجموعة من 274 على الأقل من الجزر الصغيرة في مضيق توريس، وتمتد على مساحة 48000 كم 2 (19000 ميل مربع)، لكن إجمالي مساحة أراضيها 566 كم 2 (219 ميل مربع).
ادعى الملازم جيمس كوك لأول مرة السيادة البريطانية على الجزء الشرقي من أستراليا في عام 1770، ولكن لم تسيطر عليها بريطانيا حتى عام 1862. وأصبحت الجزر الآن جزءًا من مقاطعة كوينزلاند، وهي إحدى المقاطعات الأسترالية، ولكن تدار من قبل السلطة الإقليمية لمضيق توريس، وهي سلطة قانونية تابعة للحكومة الأسترالية. هناك عدد قليل من الجزر قريبة جدا من ساحل الرئيسى لغينيا الجديدة وتنتمي هذه الجزر إلى المنطقة الغربية من بابوا غينيا الجديدة.
يبلغ عدد الجزر المأهولة 14 جزيرة فقط. ويبلغ عدد سكان الجزر 4514 في التعداد الأسترالي لعام 2016، مع تحديد أن 91.8 % منهم من شعوب جزيرة مضيق توريس الأصلية. وعلى الرغم من اعتبارهم من سكان أستراليا الأصليين، فإن سكان جزر مضيق توريس، الذين يغلب عليهم الطابع الميلانيزي، يختلفون عرقيًا وثقافيًا ولغويًا عن الأستراليين الأصليين.

## التاريخ
السكان الأصليين لجزر مضيق توريس هي جزر مضيق توريس، من عرقية ميلانيزية. وهم متميزون عرقيا ولغويا عن سكان أستراليا الأصليين.
واستكشف الملاح الإسباني لويس فايز دي توريس مضيق توريس عام 1606. ثم طالب الكابتن جيمس كوك بالسيادة البريطانية علي الجزر في عام 1770. ولكن لم تبدأ السيطرة الإدارية البريطانية حتى عام 1862
وفي عام 1872، تم توسيع حدود كوينزلاند لتشمل جزيرة الخميس وجزر أخرى في مضيق توريس ضمن 60 ميلاً من ساحل كوينزلاند.  وفي عام 1879 ضمت كوينزلاند جزر مضيق توريس الأخرى. ثم تم تصنيفهم كجزء من مستعمرة كوينزلاند البريطانية.

### القرن العشرين حتى الوقت الحاضر
في عام 1904، تم إخضاع شعوب جزر مضيق توريس لقانون حماية السكان الأصليين وتقييد بيع الأفيون لعام 1897،  والذي أعطى سلطات صارمة لحكومة كوينزلاند في وضع قيود قانونية على السكان الأصليين واستخدام أراضيهم. وفي 1 يوليو 1994، تم إنشاء السلطة الإقليمية لمضيق توريس.

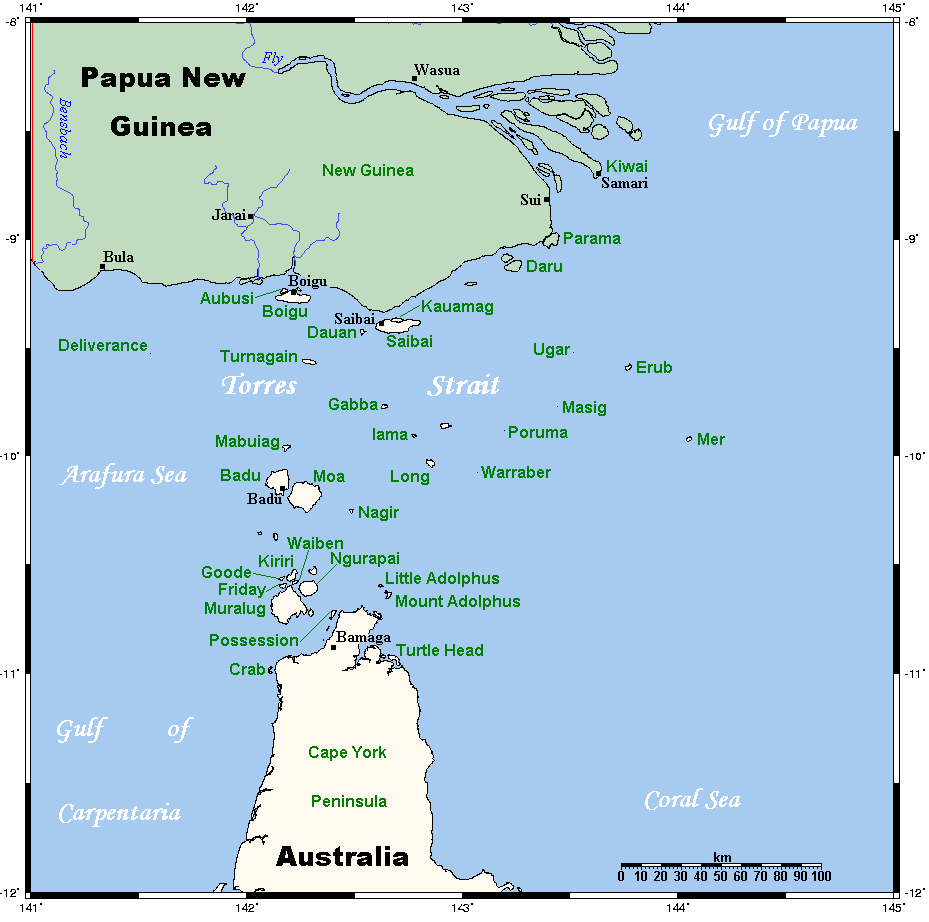
جزر مضيق توريس

## الجغرافيا

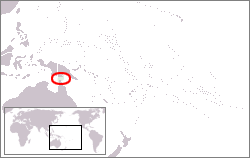
مضيق توريس في الخريطة

تمتد الجزر على مساحة تبلغ حوالي 48000 كم 2 (19000 ميل مربع). ويبلغ عرض المضيق الممتد من كيب يورك إلى غينيا الجديدة حوالي 150 كيلومترًا (93 ميلًا) عند أضيق نقطة له؛ ويمتد حوالي 200 إلى 300 كيلومتر (120 إلى 190 ميل) من أقصى الشرق إلى أقصى الغرب. وتبلغ مساحة الأرض الإجمالية للجزر 566 كم 2 (219 ميل مربع). وتُستخدم 21784 هكتارًا (53830 فدانًا) من الأراضي للأغراض الزراعية.
كان مضيق توريس في السابق الجسر البري الذي يربط القارة الأسترالية الوقت الحاضر مع غينيا الجديدة. وغرق هذا الجسر البري بسبب ارتفاع منسوب مياه البحر في نهاية العصر الجليدي الأخير منذ حوالي 12,000 سنة، والعديد من جزر مضيق توريس الغربية هي القمم المتبقية من هذا الجسر البري.
توفر الجزر والمياه والشعاب المحيطة بها مجموعة متنوعة للغاية من النظم البيئية البرية والبحرية، مع العديد من الأنواع النادرة والفريدة. وتسكن تماسيح المياه المالحة الجزر. وتشمل الحيوانات البحرية الأخرى في الجزر أبقار البحر (وهي من الأنواع المهددة بالانقراض)، والعديد من أنواع السلاحف البحرية.

### الجزر الغربية
وتقع هذه الجزر جنوب منتصف المضيق، وتكونت الجزر من قمم الجسر الأرضي الذي كان يربط بين أستراليا وجزيرة غينيا الجديدة. وأكبر جزر هذه المجموعة: جزيرة موا، جزيرة بانكس وجزيرة بادو.

### الجزر الوسطى
يتم توزيع هذه الجزر على نطاق واسع في منتصف مضيق توريس، وتتألف من العديد من الخلجان الرملية الصغيرة التي تحيط بها الشعاب المرجانية، على غرار تلك الموجودة في الحاجز المرجاني العظيم. ومع ذلك، فإن الجزر الواقعة في أقصى الشمال في هذه المجموعة، مثل جزيرة جيابار وجزيرة يام، هي نتوءات بازلتية عالية.

### الجزر الداخلية
هذه الجزر، المعروفة أيضًا باسم مجموعة جزر الخميس، هي الأقرب إلى شبه جزيرة كيب يورك، وتضاريسها وتاريخها الجيولوجي متشابه للغاية مع شبه الجزيرة. وجزيرة مورالاج هي أكبر جزر المجموعة والمضيق، وتقع في المجموعة جزيرة الخميس المركز الإداري للمنطقة والأكثر كثافة سكانية.
وتحتوي العديد من هذه الجزر على ينابيع دائمة للمياه العذبة، كما تم التنقيب عن الذهب في بعضها في أواخر القرن التاسع عشر وأوائل القرن العشرين. بسبب قربها من البر الرئيسى الأسترالي، إلا أنها كانت أيضا مكز لصيد اللؤلؤ وصيد الأسماك.

### الجزر الشرقية
جزر هذه المجموعة مختلفة عن بقية جزر المضيق. فهذه الجزرعبارة قمم البراكين التي كانت نشطة في العصر الجليدي. وبالتالي، فإن سفوح التلال بها تربة بركانية حمراء غنية وخصبة، وتغطيها النباتات بكثافة. وتقع أقصى الشرق على بعد أقل من 20 كيلومترًا (12 ميلًا) من الامتداد الشمالي للحاجز المرجاني العظيم.

## الديموغرافيا

### السكان
سكان جزر مضيق توريس، هم من الميلانيزيين، فهم من الناحية الثقافية أقرب إلى الشعوب الساحلية لبابوا غينيا الجديدة. وبالتالي يُنظر إليهم على أنهم متميزون عن الشعوب الأصلية في أستراليا.
ووفقًا لأرقام التعداد الأسترالية لعام 2016، بلغ عدد سكان جزر مضيق توريس 4514 نسمة، منهم 4144 (91.8 %) من سكان جزر مضيق توريس. يعيشون في 14 جزيرة فقط من أصل 274 جزيرة. وبلغ عدد الأشخاص الذين يعرّفون عن أنفسهم بأنهم منحدرون من جزر مضيق توريس ويعيشون في جميع أنحاء أستراليا 32345 شخصًا، بينما بلغ عدد الأشخاص المنحدرين من سكان جزر مضيق توريس 26767.

## تغير المناخ
جزر مضيق توريس مهددة بارتفاع مستوى سطح البحر، وخاصة تلك الجزر التي لا يزيد ارتفاعها عن متر واحد (3.3 قدم) فوق مستوى سطح البحر. وتشكل العواصف المد والجزر أكبر خطر علي الجزر، وتشمل مشاكل التطور الأخرى التعرية وتدمير الممتلكات وتلوث مياه الشرب وإخراج الموتى. واعتبارًا من يونيو 2010، لم تكن هناك أي إستراتيجية لإعادة التوطين لسكان جزر مضيق توريس.
وفي أوائل عام 2020، تم الإبلاغ عن أن جزيرة سو مهددة بشكل خاص من ارتفاع مستويات سطح البحر، وقد تم بناء دفاعات ساحلية على العديد من الشواطئ في الجزيرة. وتوقع الفريق الحكومي الدولي المعني أنه بحلول عام 2100، سوف يرتفع المد 30-110 سم، واعتمادا على توقيت ومستوى تخفيضات في انبعاثات الكربون. فالعديد من الجزر الصغيرة في المجموعة مهددة أيضًا.

## العلم
يحتوي العلم الوطني على ضاري أبيض (غطاء رأس)، وتحته نجمة بيضاء خماسية الرؤوس، ترمز إلى «السلام ومجموعات الجزر الخمس الرئيسية». وتمثل النقاط الخمس للنجمة على العلم المناطق التالية (التي لا تتطابق مع المناطق الإدارية):
- القسم الشمالي
- الجزر الشرقية
- القسم الغربي
- القسم المركزي
- القسم الجنوبي